# 洛希尼夫卡
45°28′29″N 28°49′13″E / 45.47472°N 28.82028°E

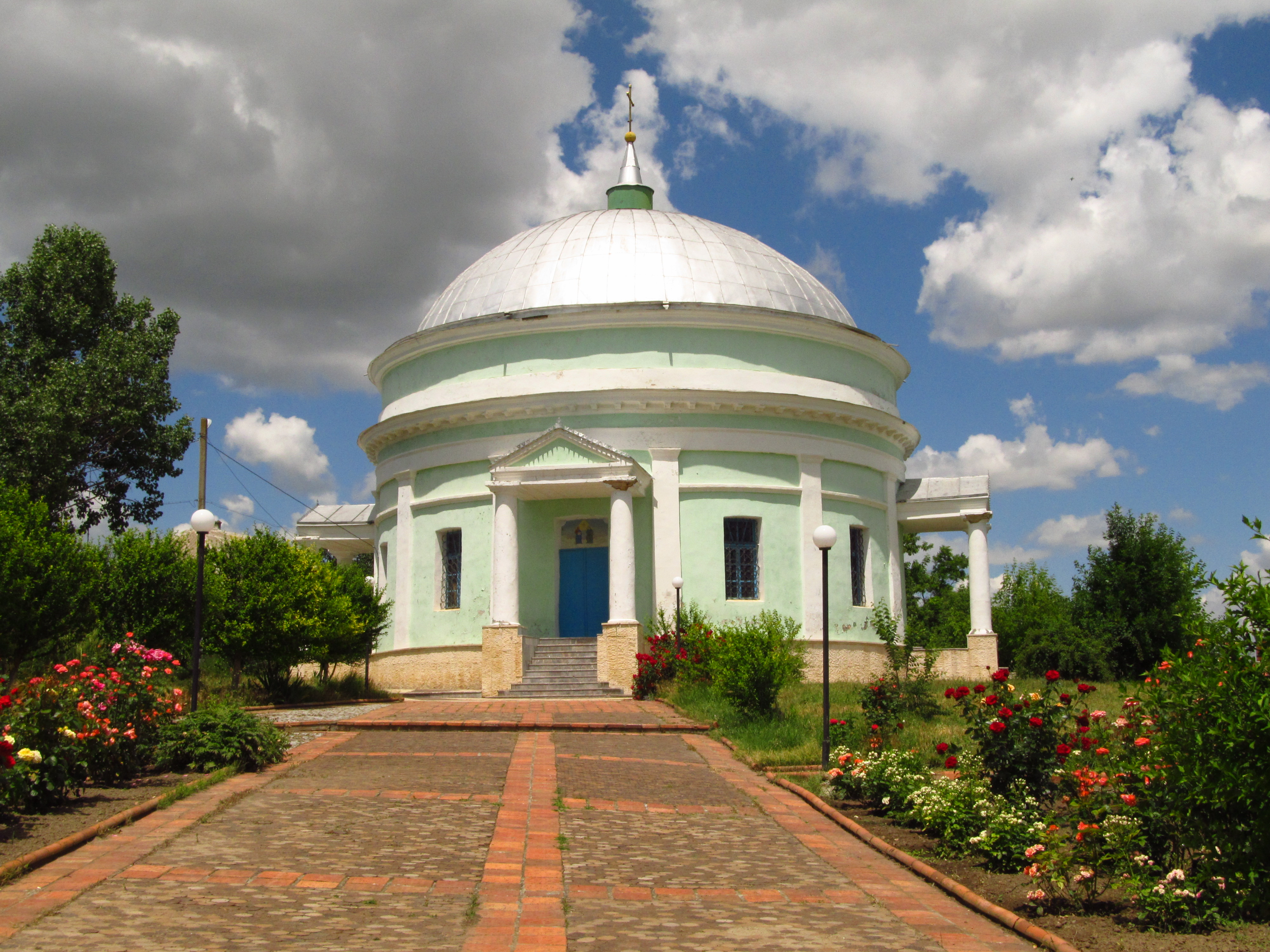

洛什奇尼夫卡（烏克蘭語：Лощинівка）是位於烏克蘭西南部的村莊，由敖德萨州伊茲梅爾區的薩夫亞尼市鎮負責管轄。該村始建於1945年，面積1.87平方公里，海拔高度31米，2001年人口1,350，人口密度每平方公里721.93人。